# Myrsine medeciloae
Myrsine medeciloae är en viveväxtart som beskrevs av J.J. Pipoly. Myrsine medeciloae ingår i släktet Myrsine och familjen viveväxter. Inga underarter finns listade i Catalogue of Life.